# Trzebień (Basse-Silésie)
Pour les articles homonymes, voir Trzebień.
Trzebień (de:Kittlitztreben) est une localité polonaise de la gmina et du powiat de Bolesławiec en voïvodie de Basse-Silésie.

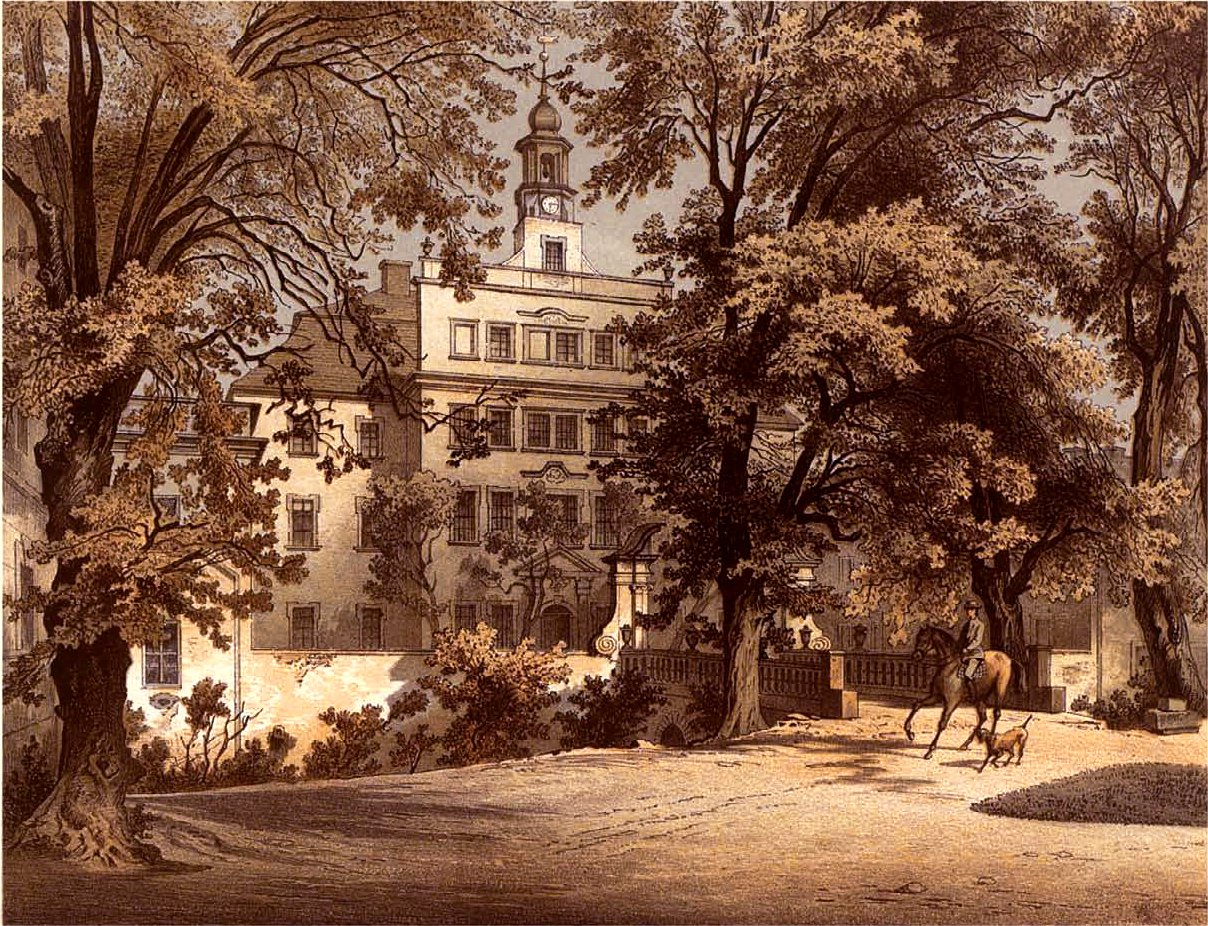
Rittergut Kittlitztreben